# Atletismo nos Jogos Paralímpicos de Verão de 2012 - 1500 m masculino
As competições dos 1500 metros masculino do atletismo nos Jogos Paralímpicos de Verão de 2012 foram disputadas entre os dias 31 de agosto e 4 de setembro no Estádio Olímpico de Londres, na capital britânica. Participaram desse evento atletas que foram dividos em 8 classes diferentes de deficiência.

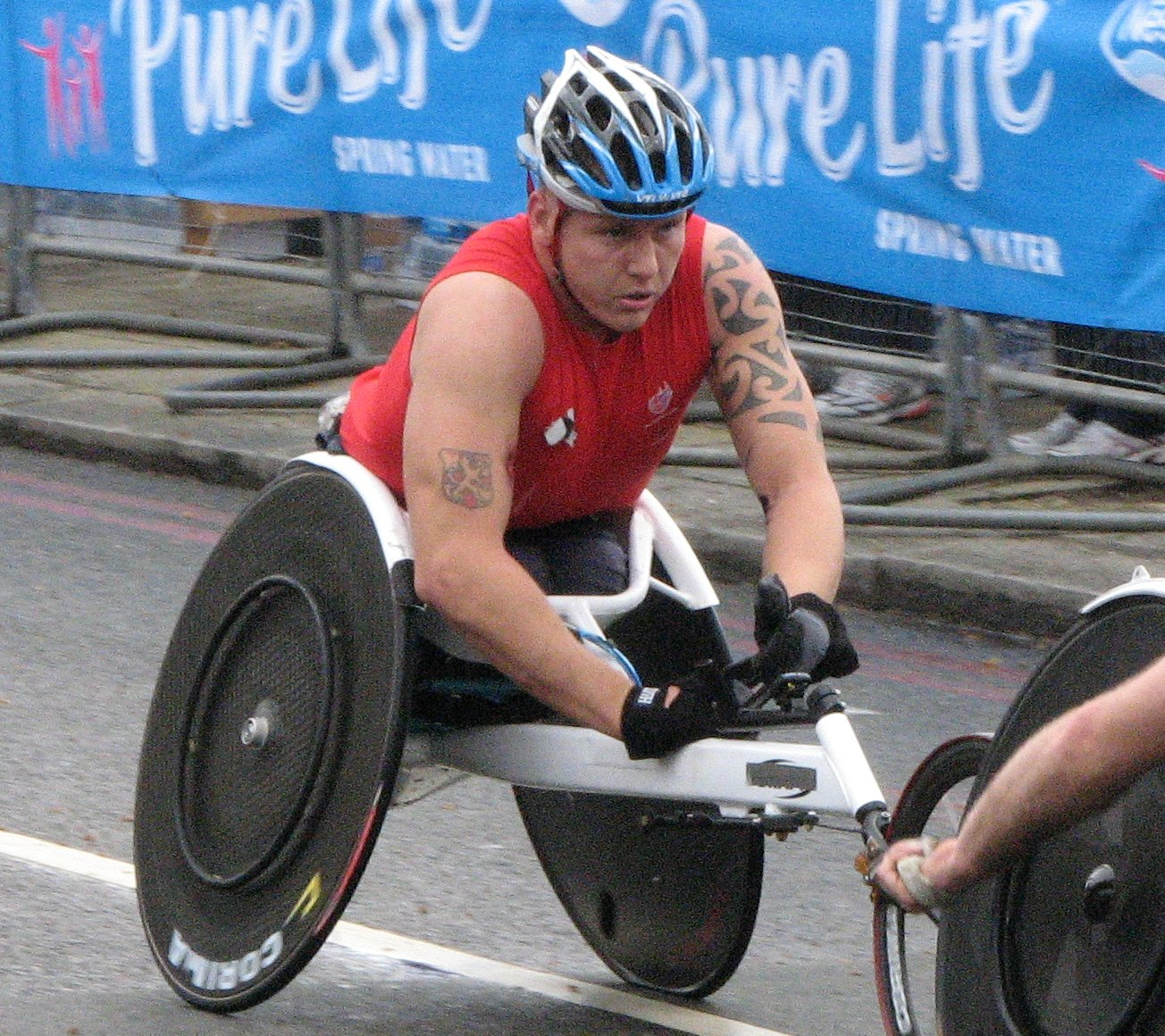
O inglês David Weir conquistou a medalha de ouro nos 1500 m classe T54.

## Medalhistas

### Classe T11
| Ouro   | KEN Samwel Mushai Kimani / James Boit (guia)        |
| Prata  | BRA Odair Santos / Carlos Antônio dos Santos (guia) |
| Bronze | CAN Jason Joseph Dunkerley / Josh Karanja           |

### Classe T13
| Ouro   | TUN Abderrahim Zhiou |
| Prata  | KEN David Korir      |
| Bronze | GBR David Devine     |

### Classe T20
| Ouro   | IRN Peyman Nasiri Bazanjani |
| Prata  | POL Daniel Pek              |
| Bronze | POL Rafał Korc              |

### Classe T37
| Ouro   | IRL Michael McKillop |
| Prata  | AUS Brad Scott       |
| Bronze | TUN Mohamed Charmi   |

### Classe T46
| Ouro   | KEN Abraham Tarbei        |
| Prata  | ETH Wondiye Fikre Indelbu |
| Bronze | ALG Samir Nouioua         |

### Classe T54
| Ouro   | GBR David Weir     |
| Prata  | THA Prawat Wahoram |
| Bronze | KOR Kim Gyu-Dae    |

## Calendário
| E | Eliminatórias | ½ | Semifinais | F | Final |

| Evento/Data | Sex 31 | Sex 31 | Sáb 1 | Sáb 1 | Dom 2 | Dom 2 | Seg 3 | Seg 3 | Ter 4 | Ter 4 |
| ----------- | ------ | ------ | ----- | ----- | ----- | ----- | ----- | ----- | ----- | ----- |
| 1500 m T11  | E      | E      |       |       |       |       | F     | F     |       |       |
| 1500 m T13  |        |        |       |       | E     | E     |       |       | F     | F     |
| 1500 m T20  |        |        |       |       |       |       |       |       | F     | F     |
| 1500 m T37  |        |        |       |       |       |       | F     | F     |       |       |
| 1500 m T46  |        |        | E     | E     |       |       |       |       | F     | F     |
| 1500 m T54  |        |        |       |       |       |       | E     | E     | F     | F     |

## T11

### Eliminatórias

#### Eliminatória 1
| Pos. | Atleta                                                  | País         | Tempo   | Notas                |
| ---- | ------------------------------------------------------- | ------------ | ------- | -------------------- |
| 1    | Samwel Mushai Kimani Guia: James Boit                   | KEN Quênia   | 4:09.44 | Q                    |
| 2    | Jason Joseph Dunkerley Guia: Josh Karanja               | CAN Canadá   | 4:13.67 | Q                    |
| 3    | William Sosa Guia: Cesar Chavarro Dias                  | COL Colômbia | 4:15.66 | q                    |
| 4    | Carlos José Bartô da Silva Guia: Cássio Henrique Damião | BRA Brasil   | 4:25.36 | Recorde da temporada |
| 5    | Albert Asadullin Guia: Vladislav Temporbaev             | RUS Rússia   | 4:25.98 | Recorde pessoal      |
| 06 ! | Nuno Alves Guia: José Ferreira                          | POR Portugal | DNF     |                      |
| 07 ! | Mohamed Ed Dahmani Guia: Mustapha Sanjach               | MAR Marrocos | DQ      |                      |

#### Eliminatória 2
| Pos. | Atleta                                              | País          | Tempo   | Notas           |
| ---- | --------------------------------------------------- | ------------- | ------- | --------------- |
| 1    | Odair Santos Guia: Carlos Antônio dos Santos        | BRA Brasil    | 4:14.95 | Q               |
| 2    | Cristian Valenzuela Guia: Cristopher Guajardo       | CHI Chile     | 4:15.54 | Q               |
| 3    | Mikael Andersen Guia: Laust Bengtsen                | DEN Dinamarca | 4:17.44 | q               |
| 4    | Shinya Wada                                         | JPN Japão     | 4:18.71 | Recorde pessoal |
| 5    | Luis Zapien Rosas Guia: Juan Carlos Mariscal Rivera | MEX México    | 4:24.52 | Recorde pessoal |
| 6    | Ricardo Vale Guia: Paulo Ramos                      | POR Portugal  | 4:31.77 |                 |
| 07 ! | Immanuel Kipkosgei Cheruiyot Guia: Robert Tarus     | KEN Quênia    | DQ      |                 |

### Final
| Pos.              | Atleta                                        | País          | Tempo   | Notas                |
| ----------------- | --------------------------------------------- | ------------- | ------- | -------------------- |
| Medalha de ouro   | Samwel Mushai Kimani Guia: James Boit         | KEN Quênia    | 3:58.37 | Recorde mundial      |
| Medalha de prata  | Odair Santos Guia: Carlos Antônio dos Santos  | BRA Brasil    | 4:03.66 | Recorde da América   |
| Medalha de bronze | Jason Joseph Dunkerley Guia: Josh Karanja     | CAN Canadá    | 4:07.56 | Recorde pessoal      |
| 4                 | Cristian Valenzuela Guia: Cristopher Guajardo | CHI Chile     | 4:07.79 | Recorde pessoal      |
| 5                 | William Sosa Guia: Cesar Chavarro Dias        | COL Colômbia  | 4:13.53 | Recorde pessoal      |
| 6                 | Mikael Andersen Guia: Laust Bengtsen          | DEN Dinamarca | 4:16.12 | Recorde da temporada |

## T13

### Eliminatórias

#### Eliminatória 1
| Pos. | Atleta                     | Tempo   | Notas                |
| ---- | -------------------------- | ------- | -------------------- |
| 1    | MAR El Amin Chentouf       | 3:52.77 | Q                    |
| 2    | KEN Henry Kirwa            | 3:55.35 | Q                    |
| 3    | TUN Abderrahim Zhiou       | 3:55.43 | Q                    |
| 4    | RUS Alexey Akhtyamov       | 3:55.46 | Q (T13)              |
| 5    | GBR David Devine           | 3:55.95 | q                    |
| 6    | ALG Abdellatif Baka        | 3:58.72 | Recorde pessoal      |
| 7    | TUR Semih Deniz            | 4:01.91 | Recorde pessoal      |
| 8    | RUS Dmitrii Kornilov       | 4:02.75 |                      |
| 9    | MEX Juan Carlos Arcos Lira | 4:04.34 | Recorde pessoal      |
| 10   | ESP Abel Ávila             | 4:17.14 |                      |
| 11   | ZAM Lassam Katongo         | 4:27.81 | Recorde da temporada |

#### Eliminatória 2
| Pos. | Atleta                  | Tempo   | Notas                |
| ---- | ----------------------- | ------- | -------------------- |
| 1    | KEN David Korir         | 3:52.96 | Q (T13)              |
| 2    | MAR Tarik Zalzouli      | 3:55.32 | Q                    |
| 3    | POL Łukasz Wietecki     | 3:55.67 | Q                    |
| 4    | RUS Egor Sharov         | 3:55.70 | Q                    |
| 5    | MAR Abdelillah Mame     | 3:56.01 | q                    |
| 6    | NZL Tim Prendergast     | 3:57.39 | q                    |
| 7    | ESP Ignacio Ávila       | 3:57.69 | q                    |
| 8    | ALG Nacer-Eddine Karfas | 4:08.35 |                      |
| 9    | CUB Lazaro Rashid       | 4:10.80 | Recorde da temporada |
| 10   | TUN Hatem Nasrallah     | 4:13.27 |                      |
| 11   | PAN Said Gomez          | 4:33.48 | Recorde da temporada |

### Final
| Pos.              | Atleta               | Tempo   | Notas           |
| ----------------- | -------------------- | ------- | --------------- |
| Medalha de ouro   | TUN Abderrahim Zhiou | 3:48.31 | (T12)           |
| Medalha de prata  | KEN David Korir      | 3:48.84 | (T13)           |
| Medalha de bronze | GBR David Devine     | 3:49.79 | Recorde europeu |
| 4                 | MAR Tarik Zalzouli   | 3:52.12 | Recorde pessoal |
| 5                 | KEN Henry Kirwa      | 3:53.55 | Recorde pessoal |
| 6                 | NZL Tim Prendergast  | 3:53.60 | Recorde pessoal |
| 7                 | POL Łukasz Wietecki  | 3:56.26 |                 |
| 8                 | RUS Alexey Akhtyamov | 3:56.29 |                 |
| 9                 | MAR Abdelillah Mame  | 3:56.29 |                 |
| 10                | MAR El Amin Chentouf | 4:00.43 |                 |
| 11                | ESP Ignacio Ávila    | 4:04.83 |                 |
| 12                | RUS Egor Sharov      | 4:10.83 |                 |

## T20
| Pos.              | Atleta                      | Tempo   | Notas                |
| ----------------- | --------------------------- | ------- | -------------------- |
| Medalha de ouro   | IRI Peyman Nasiri Bazanjani | 3:58.49 | Recorde da temporada |
| Medalha de prata  | POL Daniel Pek              | 3:59.45 | Recorde pessoal      |
| Medalha de bronze | POL Rafał Korc              | 3:59.53 | Recorde pessoal      |
| 4                 | UKR Andriy Goliney          | 4:00.21 | Recorde pessoal      |
| 5                 | RUS Viacheslav Khrustalev   | 4:01.99 |                      |
| 6                 | GBR Steve Morris            | 4:02.50 |                      |
| 7                 | UKR Viktor Shcherbyna       | 4:04.77 |                      |
| 8                 | ESP Jose Martínez Morote    | 4:04.85 | Recorde pessoal      |
| 9                 | JPN Yuya Kimura             | 4:10.85 | Recorde da temporada |
| 10                | JPN Kuniaki Ishii           | 4:13.35 |                      |
| 11                | USA Michael Murray          | 4:18.78 |                      |

## T37
| Pos.              | Atleta               | Tempo   | Notas                |
| ----------------- | -------------------- | ------- | -------------------- |
| Medalha de ouro   | IRL Michael McKillop | 4:08.11 | Recorde paralímpico  |
| Medalha de prata  | AUS Brad Scott       | 4:14.47 | Recorde da temporada |
| Medalha de bronze | TUN Mohamed Charmi   | 4:14.90 | Recorde africano     |
| 4                 | ALG Madjid Djemai    | 4:16.50 | Recorde pessoal      |
| 5                 | TUN Faycel Othmani   | 4:19.94 | Recorde pessoal      |
| 6                 | MAR Hafid Aharak     | 4:21.47 | Recorde pessoal      |
| 7                 | GBR Dean Miller      | 4:21.57 |                      |
| 8                 | FRA Djamel Mastouri  | 4:27.02 |                      |
| 9                 | UKR Oleksandr Driha  | 4:27.48 | Recorde pessoal      |
| 10                | ALG Khaled Hanani    | 4:29.23 |                      |

## T46

### Eliminatórias

#### Eliminatória 1
| Pos. | Atleta                    | Tempo    | Notas                |
| ---- | ------------------------- | -------- | -------------------- |
| 1    | ALG Samir Nouioua         | 3:57.27  | Q                    |
| 2    | KEN Jonah Kipkemoi Chesum | 3:59.72  | Q                    |
| 3    | AUS Matthew Silcocks      | 4:05.48  | Q                    |
| 4    | TUR Cahit Kilicaslan      | 4:08.55  | q                    |
| 5    | ETH Tesfalem Gebru Kebede | 4:09.51  | Recorde da temporada |
| 6    | BDI Remy Nikobimeze       | 4:10.70  |                      |
| 7    | PHI Isidro Vildosola      | 4:30.42  | Recorde da temporada |
| 8    | DJI Houssein Omar Hassan  | 11:23.50 | Recorde da temporada |
| 09 ! | POL Marcin Awizen         | DNF      |                      |

#### Eliminatória 2
| Pos. | Atleta                    | Tempo   | Notas                |
| ---- | ------------------------- | ------- | -------------------- |
| 1    | KEN Abraham Tarbei        | 3:59.79 | Q                    |
| 2    | ETH Wondiye Fikre Indelbu | 4:00.21 | Q                    |
| 3    | TUN Mohamed Fouzai        | 4:01.23 | Q                    |
| 4    | UGA David Emong           | 4:01.54 | q                    |
| 5    | KEN Stanley Cheruiyot     | 4:01.58 | q                    |
| 6    | USA Chris Hammer          | 4:03.41 | q                    |
| 7    | ITA Davide Dalla Palma    | 4:03.58 | q                    |
| 8    | RWA Theoneste Nsengimana  | 4:08.83 |                      |
| 9    | PAK Naeem Masih           | 4:51.35 | Recorde da temporada |

### Final
| Pos.              | Atleta                    | Tempo   | Notas                |
| ----------------- | ------------------------- | ------- | -------------------- |
| Medalha de ouro   | KEN Abraham Tarbei        | 3:50.15 | Recorde mundial      |
| Medalha de prata  | ETH Wondiye Fikre Indelbu | 3:50.87 | Recorde pessoal      |
| Medalha de bronze | ALG Samir Nouioua         | 3:51.80 | Recorde pessoal      |
| 4                 | UGA David Emong           | 3:58.47 | Recorde pessoal      |
| 5                 | TUN Mohamed Fouzai        | 3:58.79 | Recorde da temporada |
| 6                 | AUS Matthew Silcocks      | 3:59.79 | Recorde pessoal      |
| 7                 | KEN Jonah Kipkemoi Chesum | 4:00.38 |                      |
| 8                 | TUR Cahit Kilicaslan      | 4:00.77 | Recorde pessoal      |
| 9                 | USA Chris Hammer          | 4:01.76 |                      |
| 10                | ITA Davide Dalla Palma    | 4:02.26 | Recorde pessoal      |
| 11                | KEN Stanley Cheruiyot     | 4:02.54 |                      |

## T54

### Eliminatórias

#### Eliminatória 1
| Pos. | Atleta                | Tempo   | Notas |
| ---- | --------------------- | ------- | ----- |
| 1    | SUI Marcel Hug        | 3:11.17 | Q     |
| 2    | THA Prawat Wahoram    | 3:11.31 | Q     |
| 3    | GBR David Weir        | 3:11.35 | Q     |
| 4    | CHN Zhang Lixin       | 3:11.40 | q     |
| 5    | UAE Mohammad Vahdani  | 3:13.58 |       |
| 6    | JPN Hiroyuki Yamamoto | 3:14.36 |       |
| 7    | USA Aaron Pike        | 3:15.04 |       |

#### Eliminatória 2
| Pos. | Atleta               | Tempo   | Notas |
| ---- | -------------------- | ------- | ----- |
| 1    | AUS Kurt Fearnley    | 3:19.18 | Q     |
| 2    | CHN Liu Chengming    | 3:19.35 | Q     |
| 3    | CAN Josh Cassidy     | 3:19.54 | Q     |
| 4    | KOR Hong Sukman      | 3:19.72 |       |
| 5    | JPN Nobukazu Hanaoka | 3:19.84 |       |
| 6    | TUN Ahmed Aouadi     | 3:20.35 |       |
| 7    | POL Tomasz Hamerlak  | 3:20.42 |       |

#### Eliminatória 3
| Pos. | Atleta                    | Tempo   | Notas |
| ---- | ------------------------- | ------- | ----- |
| 1    | THA Saichon Konjen        | 3:14.81 | Q     |
| 2    | KOR Kim Gyu-Dae           | 3:14.90 | Q     |
| 3    | CHN Liu Yang              | 3:15.07 | Q     |
| 4    | FRA Julien Casoli         | 3:15.18 |       |
| 5    | USA Joshua George         | 3:15.76 |       |
| 6    | JPN Masazumi Soejima      | 3:17.11 |       |
| 7    | MEX Fernando Sánchez Nava | 3:17.16 |       |

### Final
| Pos.              | Atleta             | Tempo   | Notas |
| ----------------- | ------------------ | ------- | ----- |
| Medalha de ouro   | GBR David Weir     | 3:12.09 |       |
| Medalha de prata  | THA Prawat Wahoram | 3:12.32 |       |
| Medalha de bronze | KOR Kim Gyu-Dae    | 3:12.57 |       |
| 4                 | SUI Marcel Hug     | 3:12.76 |       |
| 5                 | THA Saichon Konjen | 3:12.84 |       |
| 6                 | CHN Liu Chengming  | 3:12.86 |       |
| 7                 | AUS Kurt Fearnley  | 3:13.23 |       |
| 8                 | CHN Liu Yang       | 3:13.63 |       |
| 9                 | CHN Zhang Lixin    | 3:14.05 |       |
| 10                | CAN Josh Cassidy   | 3:14.70 |       |

Legenda
| Recorde mundial      | Recorde mundial (World record)               |                       | Recorde africano                      | Recorde africano (African) |                                           | Q | Classificado por posição (Qualified) |
| Recorde paralímpico  | Recorde paralímpico (Paralympic record)      | Recorde da América    | Recorde da América (Americas)         | q                          | Classificado por melhor tempo (Qualified) |   |                                      |
| Melhor marca do ano  | Melhor marca do ano (World leading)          | Recorde asiático      | Recorde asiático (Asian)              | DNS                        | Não largou (Did not start)                |   |                                      |
| Recorde nacional     | Recorde nacional (National record)           | Recorde europeu       | Recorde europeu (European)            | DNF                        | Não terminou (Did not finish)             |   |                                      |
| Recorde pessoal      | Recorde pessoal do atleta (Personal best)    | Recorde da Oceania    | Recorde da Oceania (Oceania)          | DSQ / DQ                   | Desclassificado (Disqualified)            |   |                                      |
| Recorde da temporada | Recorde da temporada do atleta (Season best) | Recorde sul-americano | Recorde sul-americano (South America) | NM                         | Sem marca (No mark)                       |   |                                      |